# طولانی‌ترین هفته
طولانی‌ترین هفته (به انگلیسی: The Longest Week) فیلمی محصول سال ۲۰۱۴ و به کارگردانی پیتر گلانز است. در این فیلم بازیگرانی همچون جیسون بیتمن، اولیویا وایلد، بیلی کروداپ، جنی سلیت و تونی رابرتس ایفای نقش کرده‌اند.